# Acyrthosiphon neerlandicum
Acyrthosiphon neerlandicum är en insektsart som beskrevs av Hille Ris Lambers 1947. Acyrthosiphon neerlandicum ingår i släktet Acyrthosiphon och familjen långrörsbladlöss. Inga underarter finns listade i Catalogue of Life.